# Comuna de Głowaczów
Głowaczów (polaco: Gmina Głowaczów) é uma gminy (comuna) na Polónia, na voivodia de Mazóvia e no condado de Kozienicki. A sede do condado é a cidade de Głowaczów.
De acordo com os censos de 2004, a comuna tem 7400 habitantes, com uma densidade 39,7 hab/km².

## Área
Estende-se por uma área de 186,26 km², incluindo:
- área agricola: 67%
- área florestal: 28%

## Demografia
Dados de 30 de Junho 2004:
|                      | Total   | Total | Mulheres | Mulheres | Homens  | Homens |
| -------------------- | ------- | ----- | -------- | -------- | ------- | ------ |
|                      | pessoas | %     | pessoas  | %        | pessoas | %      |
| População            | 7400    | 100   | 3640     | 49,2     | 3760    | 50,8   |
| Densidade (pop./km²) | 39,7    | 100   | 19,5     | 19,5     | 20,2    | 20,2   |

De acordo com dados de 2002, o rendimento médio per capita ascendia a 1465,63 zł.

## Subdivisões
- Adamów, Bobrowniki, Brzóza, Cecylówka-Brzózka, Cecylówka Głowaczowska, Chodków, Dąbrówki, Emilów, Głowaczów, Grabnowola, Helenów, Henryków, Ignacówka Bobrowska, Ignacówka Grabnowolska, Jasieniec, Klementynów, Kosny, Leżenice, Lipa, Lipska Wola, Łukawa, Łukawska Wola, Maciejowice, Mariampol, Marianów, Michałów, Miejska Dąbrowa, Moniochy, Podmieście, Przejazd, Rogożek, Sewerynów, Stanisławów, Stawki, Studnie, Studzianki Pancerne, Ursynów, Wólka Brzózka, Zieleniec.

## Comunas vizinhas
- Grabów nad Plilicą, Jastrzębia, Jedlińsk, Kozienice, Magnuszew, Pionki, Stromiec